# دوين هوبكينز
دوين هوبكينز (بالإنجليزية: Duane Hopkins)‏ هو كاتب سيناريو ومصور ومخرج بريطاني، ولد في 22 يوليو 1973 في شلتنهام في المملكة المتحدة.

## وصلات خارجية
- دوين هوبكينز على موقع IMDb (الإنجليزية)
- دوين هوبكينز على موقع ألو سيني (الفرنسية)
- دوين هوبكينز على موقع أول موفي (الإنجليزية)
- دوين هوبكينز على موقع قاعدة بيانات الأفلام السويدية (السويدية)
- دوين هوبكينز على موقع قاعدة بيانات الفيلم (الإنجليزية)
- دوين هوبكينز على موقع كينوبويسك (الروسية)